# 7769 Okuni
7769 Okuni eller 1991 VF4 är en asteroid i huvudbältet som upptäcktes den 4 november 1991 av den japanska astronomen Satoru Otomo i Kiyosato. Den är uppkallad efter den japanska amatörastronomen Tomimaru Okuni.
Asteroiden har en diameter på ungefär 6 kilometer och den tillhör asteroidgruppen Vesta.